# Oligoaeschna poeciloptera
Oligoaeschna poeciloptera är en trollsländeart som först beskrevs av Karsch 1889.  Oligoaeschna poeciloptera ingår i släktet Oligoaeschna och familjen mosaiktrollsländor. IUCN kategoriserar arten globalt som nära hotad. Inga underarter finns listade i Catalogue of Life.